# Caja swell

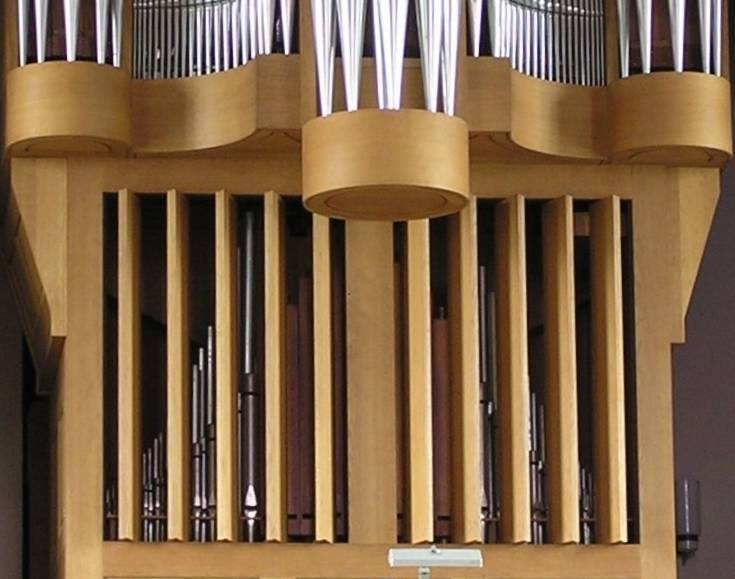
Apertura total de las persianas de la caja swell, se pueden divisar los tubos del órgano detrás de las cortinas.

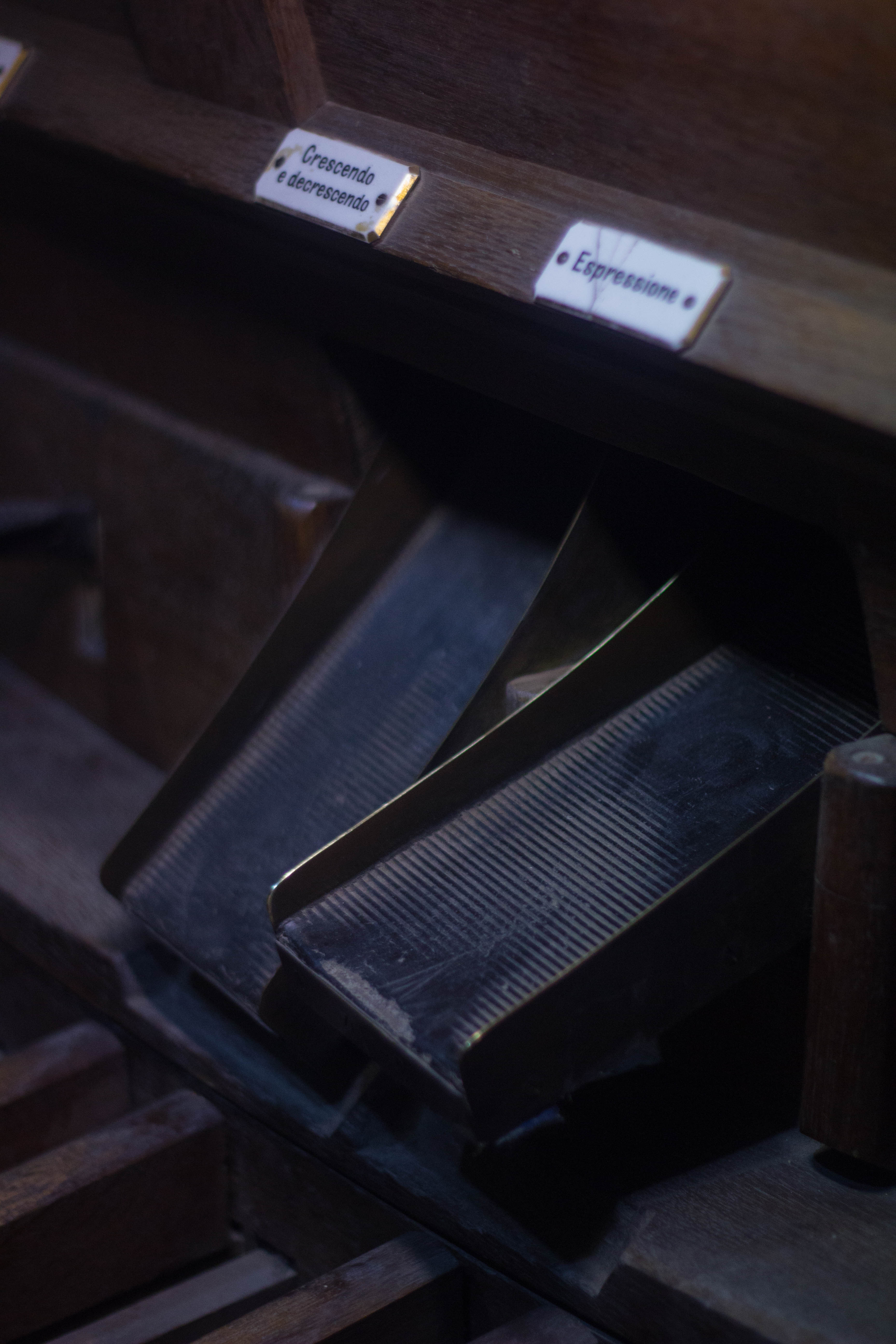
Pedales de expresión y crescendo.

En un órgano de tubos la caja swell (swell proviene del alemán "schwellwerk", del francés "récit") es una cámara cerrada en cuyo interior hay una serie de registros cuyo volumen o crescendo puede ser controlado por medio de un pedal que abre o cierra una serie de cortinas ajustables (a menudo referidas como "cortinas swell") que manejan el espacio de escucha de manera similar a una persiana veneciana. Cuando se abren las cortinas, el aire de los tubos del órgano sale libremente y se escucha por el recinto, cuando se acciona el pedal se puede cerrar en parte o totalmente, haciendo que la mayor parte del sonido este contenido en la caja. Las cortinas móviles proveen un medio de ajuste del volumen del sonido, y más importante, un gradual crescendo y decrescendo. Sea mecánico o electrónico, en los instrumentos más modernos, las cortinas pueden accionarse con un pedal ("swell pedal" o "pedal de expresión") dispuesto en el teclado de los pies. En dichos órganos modernos, este pedal suele estar equilibrado mecánicamente de modo que permanece en cualquier posición a la que lo mueva el organista.

## Antecedentes
Según James Tickel el primer antecedente a la caja swell del que se tenga noticias se describe en la publicación Musick's Monument de 1676 de Thomas Mace, en relación con una división de su propio órgano de cámara. Mace describe un "órgano de mesa", cuya parte superior estaba compuesta por ocho tableros que se podían bajar o subir. Completamente bajados, los tableros encajaban perfectamente entre sí, silenciando la división hasta convertirla en un susurro; completamente abiertos, los tableros permitían que el sonido hablara libre y fuertemente. También se podían abrir algunos de ellos para moderar el volumen.